# Anisodactylus sanctaecrucis
Anisodactylus sanctaecrucis är en skalbaggsart som beskrevs av Fabricius. Anisodactylus sanctaecrucis ingår i släktet Anisodactylus och familjen jordlöpare. Inga underarter finns listade i Catalogue of Life.